# Emil Heilborn
Emil Heilborn (27 de julio de 1900-18 de mayo de 2003) fue un deportista sueco que compitió en tiro con arco, en la modalidad de arco recurvo. Ganó seis medallas en el Campeonato Mundial de Tiro con Arco al Aire Libre entre los años 1933 y 1936.

## Palmarés internacional
| Campeonato Mundial al Aire Libre | Campeonato Mundial al Aire Libre | Campeonato Mundial al Aire Libre | Campeonato Mundial al Aire Libre |
| Año                              | Lugar                            | Medalla                          | Prueba                           |
| -------------------------------- | -------------------------------- | -------------------------------- | -------------------------------- |
| 1933                             | Londres (Reino Unido)            | Medalla de plata                 | Individual                       |
| 1934                             | Båstad (Suecia)                  | Medalla de oro                   | Equipo                           |
| 1934                             | Båstad (Suecia)                  | Medalla de plata                 | Individual                       |
| 1935                             | Bruselas (Bélgica)               | Medalla de bronce                | Equipo                           |
| 1936                             | Praga (Checoslovaquia)           | Medalla de oro                   | Individual                       |
| 1936                             | Praga (Checoslovaquia)           | Medalla de bronce                | Equipo                           |